# San Juan de Busa

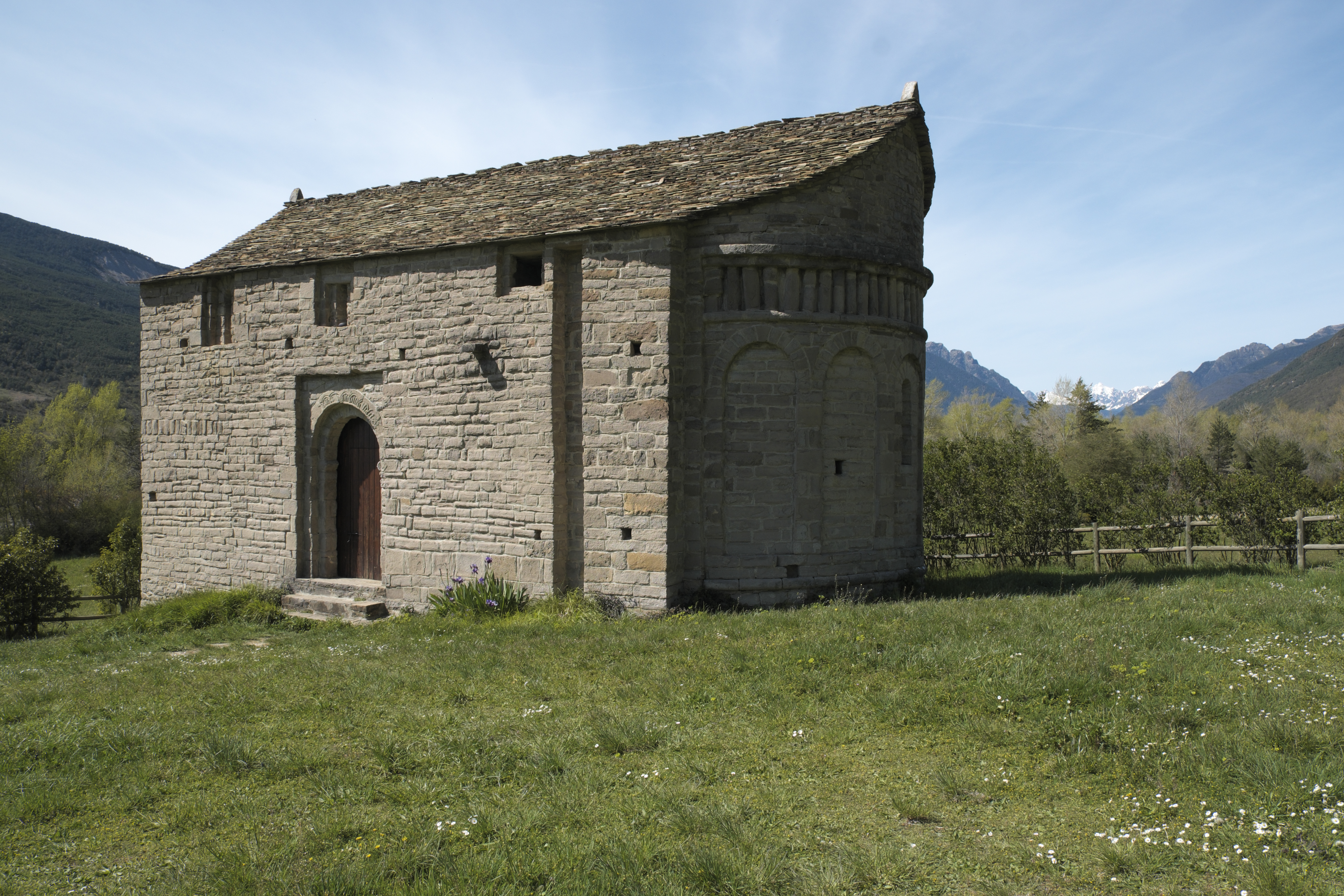
Kirche San Juan de Busa

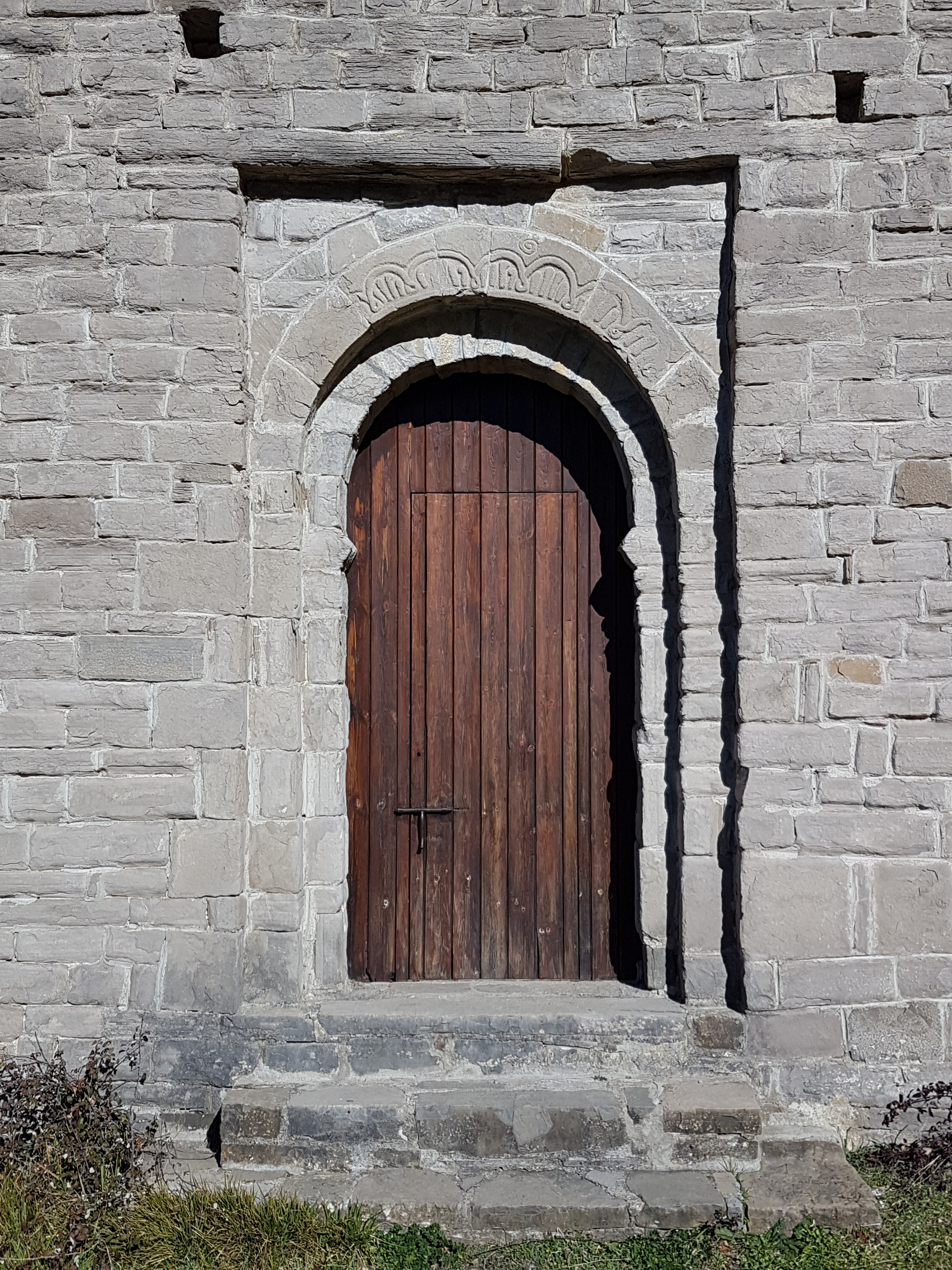
Archivolten mit Tauhīd

Die Kirche San Juan de Busa (aragonesisch San Chuan de Busa) in Biescas, einer Gemeinde in der spanischen Provinz Huesca der Autonomen Region Aragonien, wurde im 11. Jahrhundert im mozarabischen Stil errichtet. Die Kirche, an der Landstraße zwischen Oliván und Lárrede, ist seit 1982 ein geschütztes Baudenkmal.

## Beschreibung
Die Johanneskirche (San Juan), eine ehemalige Pfarrkirche eines aufgegebenen Dorfes, wurde zwischen 1060 und 1070 gebaut. Sie ist einschiffig, ohne Kirchturm, und schließt im Osten mit einem halbrunden Chor, der die gleiche Höhe wie das Kirchenschiff hat. Das Satteldach ist mit Steinplatten gedeckt. Der Chor ist mit Blendarkaden gegliedert. Am Westgiebel befinden sich drei Alfize. Das rundbogige Hauptportal öffnet sich in der Mitte der nach Süden gerichteten Wand. Es besteht aus zwei Archivolten, von denen die äußere die Tauhīd "La ilaha illa Allah" in kufischer Schrift trägt.